# Regional Rugby Championship 2012./13.
Regional Rugby Championship (Regional Rugby League, hrv Regionalna ragbijaška liga) za 2012./13. je bilo šesto izdanje regionalne ragbijaške lige. Sudjelovalo je deset klubova iz Austrije, Bosne i Hercegovine, Hrvatske, Mađarske i Srbije. Prvak je šesti put zaredom bila splitska Nada.

## Sudionici
- Donau - Beč
- Čelik - Zenica
- Rudar - Zenica
- Nada - Split
- Mladost - Zagreb
- Zagreb - Zagreb
- Esztergomi Vitézek Suzuki Rugby SE - Ostrogon
- Battai Bulldogok - Szazhalombatta
- Beogradski Ragbi Klub - Beograd
- Pobednik MOZZART - Beograd

## Ljestvice i rezultati

### Prvi dio natjecanja

#### Grupa A
| mj | klub                            | ut | pob | ner | por | poen+ | poen- | bod |                 |
| -- | ------------------------------- | -- | --- | --- | --- | ----- | ----- | --- | --------------- |
| 1. | Nada                            | 4  | 4   | 0   | 0   | 148   | 29    | 19  | poluzavršnica   |
| 2. | Zagreb                          | 4  | 3   | 0   | 1   | 71    | 67    | 13  | četvrtzavršnica |
| 3. | Beogradski Ragbi Klub           | 4  | 2   | 0   | 2   | 73    | 94    | 8   | četvrtzavršnica |
| 4. | Esztergomi Vitézek Suzuki Rugby | 4  | 1   | 0   | 3   | 80    | 102   | 5   |                 |
| 5. | Rudar                           | 4  | 0   | 0   | 4   | 0     | 80    | -3  |                 |

#### Grupa B
| mj | klub             | ut | pob | ner | por | poen+ | poen- | bod |                 |
| -- | ---------------- | -- | --- | --- | --- | ----- | ----- | --- | --------------- |
| 1. | Mladost          | 4  | 4   | 0   | 0   | 131   | 82    | 18  | poluzavršnica   |
| 2. | Pobednik MOZZART | 4  | 3   | 0   | 1   | 112   | 54    | 15  | četvrtzavršnica |
| 3. | Čelik            | 4  | 1   | 1   | 2   | 96    | 104   | 8   | četvrtzavršnica |
| 4. | Battai Bulldogok | 4  | 1   | 0   | 3   | 78    | 131   | 6   |                 |
| 5. | Donau            | 4  | 0   | 1   | 3   | 43    | 89    | 0   |                 |

### Drugi dio
| klub1            | rezultat        | klub2                 |  |
| četvrtzavršnica  | četvrtzavršnica | četvrtzavršnica       |  |
| ---------------- | --------------- | --------------------- |  |
| Zagreb           | 16:5            | Čelik                 |  |
| Pobednik MOZZART | 46:10           | Beogradski Ragbi Klub |  |
|                  |                 |                       |  |
| poluzavršnica    |                 |                       |  |
| Nada             | 37:8            | Pobednik MOZZART      |  |
| Mladost          | 15:35           | Zagreb                |  |
|                  |                 |                       |  |
| završnica        |                 |                       |  |
| Nada             | 57:0            | Zagreb                |  |

## Konačni poredak
1. Nada
2. Zagreb
3. Mladost
4. Pobednik Mozzart
5. Čelik
6. Beogradski Ragbi Klub
7. gas.hu Battai Bulldogok
8. Esztergomi Vitezek Suzuki Rugby SE
9. Donau
10. Rudar

## Poveznice
- Regional Rugby Championship